# Димитар Неманич
Дими́тар (Дми́тар) Нема́нич (серб. Дмитар Немањић) — сербский жупан.
Прославлен Сербской православной церковью в лике святых, с именем Дави́д.

## Биография

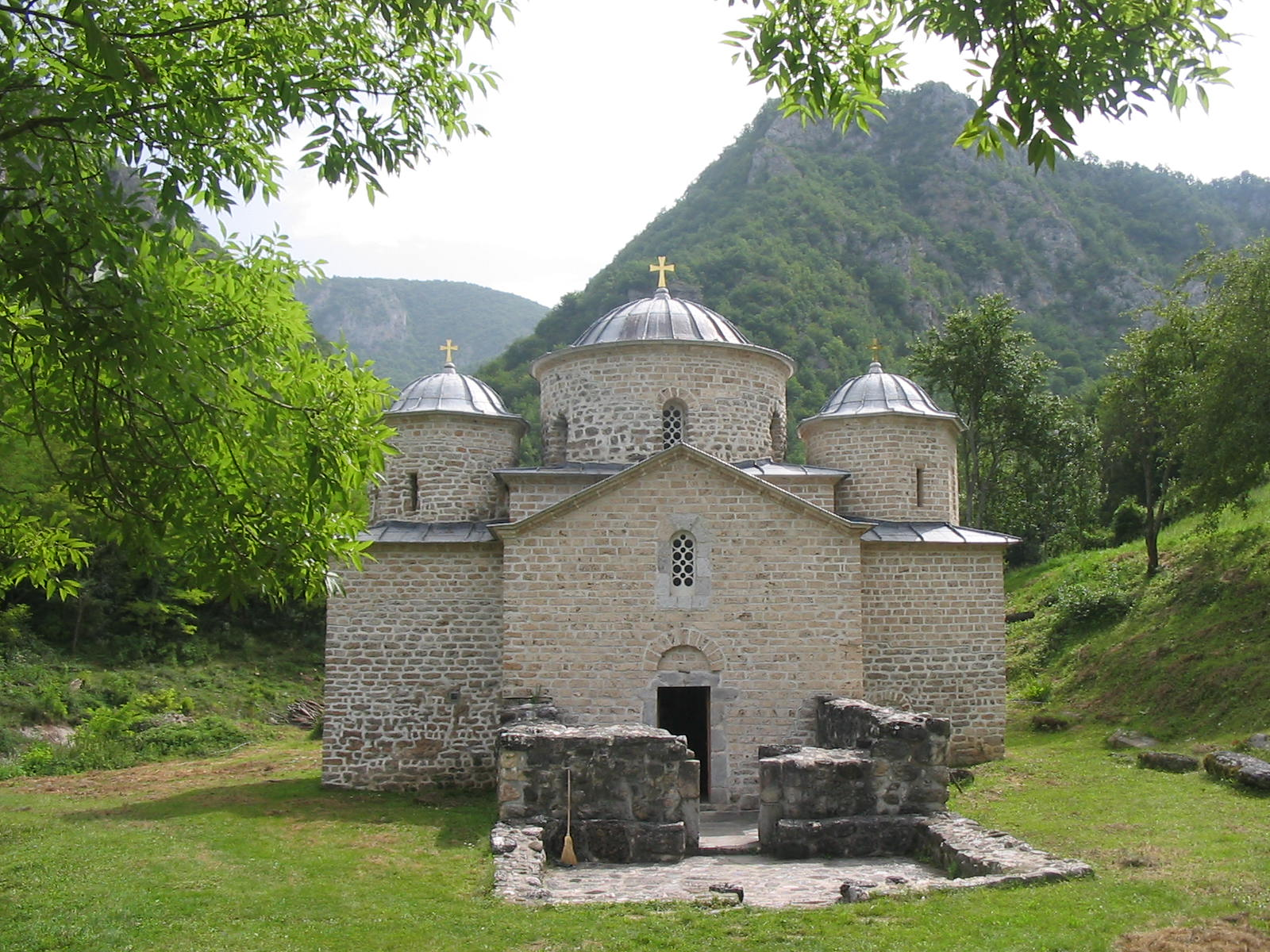
Монастырь Давидовица

Происходил из династии Неманичей. Сын великого жупана (правителя) Рашки (Сербии) Вукана Неманича, внук Стефана I Немани.
Племянник архиепископа независимой сербской церкви Саввы I Сербского
Исторических данных о нём мало. Известно, что в апреле 1271 года он обратился с просьбой к византийскому императору Михаилу VIII Палеологу с просьбой подтвердить монастырю Хиландар на Афоне принадлежность некоего посада на р. Струма (ныне Болгария).
После этого он постригся в монахи с именем Давид. В августе 1281 он нанял каменотёсов из Дубровника, для постройки Давидовой церкви (Давидовица) в селе Бродарево (ныне Златиборский округ, Сербия) на реке Лим.
Упоминается также в 1286 году, как паломник к святым местам в Иерусалиме.
Его внук Вратко был отцом княгини Милицы Сербской, жены сербского князя Лазаря Хребеляновича.
Память святого монаха Давида в Сербской православной церкви совершается 7 октября ( (24) сентября).